# 马加齐
马加齐（阿拉伯语：‎）又譯迈加齐，是位于加沙地带中部代尔拜莱赫省的城市，當地附近有一個同名的巴勒斯坦難民營，建於1949年。据巴勒斯坦中央统计局的统计，2017年马加齐难民营人口为18,157人，马加齐市人口为9,670人。聯合國近東巴勒斯坦難民救濟和工程處在马加齐开办了三所小学和两所初中。 
1949年初，貴格會人员來到马加齐，他們表示至少當地已有2,500名难民 。
2003年1月6日，以色列國防軍攻擊马加齐難民營，杀死了三名巴勒斯坦人，打伤了数十人。 